# Little Anthony and the Imperials
Little Anthony & The Imperials es un grupo de música vocal de estilo rhythm and blues/soul/doo-wop fundado en Brooklyn, Nueva York en los años 50. El cantante Jerome Anthony Gourdine, conocido como "Little Anthony" se hizo célebre por su falsete, inspirado en Jimmy Scott. Desde el 4 de abril de 2009 forman parte del Salón de la Fama del Rock and Roll.

## Historia
El grupo se formó en 1957 sobre la base de una formación anterior de doo-wop llamada The Chesters y compuesta por Clarence Collins, Tracy Lord, Nathaniel Rodgers y Ronald Ross. El cantante Anthony Gourdine, se unió al grupo como líder y Ernest Wright sustituyó a Ross.
Aunque comenzaron realizando algunas grabaciones para el sello discográfico Apollo, en 1958 ficharon por End Records, compañía especializada en R&B y doo-wop donde adoptaron el nombre The Imperials y publicaron su primer sencillo, Tears on My Pillow, que resultó un verdadero éxito, alcanzando el número 6 de la lista Billboard Hot 100 y llegando a vender más de un millón de copias, siendo certificado disco de oro. El disc-jockey de radio Alan Freed comenzó a usar el nombre de "Little Anthony and The Imperials" para promocionar la canción.
Tras Tears on My Pillow, la banda publicó el sencillo "Shimmy, Shimmy, Ko Ko Bop", con menor repercusión pero igualmente exitosa, llegando al puesto 24 de Billboard Hot 100. Sin embargo, a partir de 1961 el nivel de éxito descendió y el vocalista líder de la banda Anthony Gourdine se marchó para emprender su carrera en solitario. El grupo continuó con escaso éxito hasta que en 1963 Gourdine regresó a la formación, que quedó finalmente integrada por Clarence "Wa-hoo" Collins, Ernest Wright, Sammy Strain, Kenny Seymour y  Anthony Gourdine, siendo considerada esta como la alineación más clásica de la banda. Con la ayuda del productor y compositor Teddy Randazzo y bajo un nuevo sello discográfico, DCP Proctions comenzaron una nueva etapa de éxito con sencillos como "I'm on the Outside (Looking In)" (1964), "Goin' Out of My Head" (1964), "Hurt So Bad" (1965), "I Miss You So" (1965), "Take Me Back" (1965), "Hurt" (1966), "Better Use Your Head" (1966) y "Out of Sight, Out of Mind" (1969). Fueron además frecuentes sus apariciones en programas de televisión, como El Show de Ed Sullivan, Shindig!, Hullabaloo, Soul Train, American Bandstand, The Midnight Special y The Tonight Show. En 1967 grabaron el tema "You Only Live Twice" para la banda sonora de la película Sólo se vive dos veces, perteneciente a la saga James Bond, sin embargo, finalmente la versión incluida en el film fue la de Nancy Sinatra, según Sammy Strain, debido a la influencia de su padre.
Durante los años 70, la banda sufrió varios cambios en su composición. Al término de la década ya no quedaba un solo miembro de la formación original. Clarence "Wa-hoo" Collins, que había entrado a formar parte del grupo en 1961, dejó la banda en 1988.
En 1992, la banda regresó con un concierto en el Madison Square Garden, con la formación más clásica y de mayor éxito de su historia; Collins, Wright, Strain y Gourdine. Ese mismo año se establecieron en Las Vegas, con un espectáculo permanente en el Caesars Palace y participaron como estrellas invitadas en el especial 40 aniversario de American Bandstand, el programa de televisión presentado por Dick Clark.
Gourdine, Collins, Wright y Strain continuaron actuando juntos como "Little Anthony and the Imperials" hasta la retirada de Strain en 2004. En 2012 se retiró Collins. En 2015 Gourdine y Wright todavía mantenían activo al grupo junto a nuevos miembros.

## Legado
"Tears On My Pillow", primer sencillo de "Little Anthony and the Imperials", que vendió más de un millón de copias cuando fue lanzado en 1958, volvió a cobrar popularidad veinte años más tarde al ser incluida en la banda sonora de la película Grease en la versión del grupo Sha Na Na. También tuvo versiones de artistas como New Edition, S Club 8, Chuck Jackson, Bobby Vee, Martha and the Vandellas, Johnny Tillotson, Neil Sedaka, Reba McEntire, Lorrie Morgan, Neils Children y Kylie Minogue, cuya versión de 1990 tuvo un enorme éxito en Europa.
Muchos de los éxitos escritos por Teddy Randazzo para la banda en los años 60 han tenido versiones de otros artistas. El tema "Hurt So Bad" ha sido interpretado por Linda Ronstadt, Alicia Keys, Grant Green, Nancy Wilson, Ramsey Lewis o Herb Alpert and The Tijuana Brass. "I'm on the Outside (Looking In)", tuvo versiones de the Miracles, Johnny Mathis o Amy Winehouse. Desde su publicación como sencillo en 1964, el tema "Goin' Out of My Head" ha registrado más de 50 versiones diferentes de artistas como Vic Damone, Cilla Black, Petula Clark, Willie Bobo, Sergio Mendes Ella Fitzgerald, The Lettermen, Les McCann, Ramsey Lewis, Luther Vandross, Frank Sinatra.
En 1993 recibieron uno de los premios Pioneer Awards que otorga la Rhythm and Blues Foundation.
El 14 de enero de 2009 se anunció la inclusión de "Little Anthony and the Imperials" en el Salón de la Fama del Rock and Roll. Gourdine, Wright, Collins, Strain, y Rogers estuvieron presentes en la ceremonia. El grupo fue incluido por el cantante y compositor Smokey Robinson. En octubre de ese mismo año, la banda interpretó el tema "Two People in the World" en el concierto conmemorativo del 25 aniversario de la fundación del Salón de la Fama del Rock and Roll.

## Discografía

### Sencillos
- 1958 - "Tears On My Pillow" / "Two People in the World" (End Records)
- 1958 - "So Much" / "Oh Yeah" (End Records)
- 1958 - "The Diary" / "Cha Cha Henry" (End Records)
- 1959 - "Wishful Thinking" / "When You Wish Upon a Star" (End Records)
- 1959 - "A Prayer and a Juke Box" / "River Path" (End Records)
- 1959 - "I'm Alright" / "So Near Yet So Far" (End Records)
- 1959 - "Shimmy, Shimmy, Ko-Ko-Bop" / "I'm Still in Love with You" (End Records)
- 1960 - "My Empty Room" / "Bayou, Bayou Baby" (End Records)
- 1960 - "I'm Taking a Vacation from Love" / "Only Sympathy" (End Records)
- 1960 - "Limbo Part I" / "Limbo Part II" (End Records)
- 1961 - "Formula of Love" / "Dream" (End Records)
- 1961 - "Please Say You Want Me" / "So Near Yet So Far" (End Records)
- 1961 - "Traveling Stranger" / "Say Yeah" (End Records)
- 1961 - "A Lovely Way to Spend an Evening" / "Dream" (End Records)
- 1961 - "That Lil' Ole Lovemaker Me" / "It Just Ain't Fair" (Roulette Records)
- 1964 - "I'm on the Outside (Looking In)" / "Please Go" (DCP Productions)
- 1964 - "Goin' Out of My Head" / "Make It Easy on Yourself" (DCP Productions)
- 1965 - "Hurt So Bad" / "Reputation" (DCP Productions)
- 1965 - "Take Me Back" / "Our Song" (DCP Productions)
- 1965 - "I Miss You So" / "Get Out of My Life" (DCP Productions)
- 1965 - "Hurt]]" / "Never Again" (DCP Productions)
- 1966 - "Better Use Your Head" / "The Wonder of It All" (Veep Records)
- 1966 - "You Better Take It Easy Baby" / "Gonna Fix You Good (Everytime You're Bad)" (Veep Records)
- 1966 - "It's Not the Same" / "Down on Love" (Veep Records)
- 1967 - "Don't Tie Me Down" / "Where There's a Will There's a Way to Forget You" (Veep Records)
- 1967 - "Hold on to Someone" / "Lost in Love" (Veep Records)
As "Anthony & The Imperials" (Veep Records)
- 1967 - "You Only Live Twice" / "My Love Is a Rainbow" (Veep Records)
- 1967 - "If I Remember to Forget" / "Beautiful People" (Veep Records)
- 1968 - "I'm Hypnotized" / "Hungry Heart" (Veep Records)
- 1968 - "What Greater Love" / "In the Back of My Heart" (Veep Records)
- 1968 - "Yesterday Has Gone" / "My Love Is a Rainbow" (Veep Records)
- 1968 - "The Flesh Failures (Let the Sunshine In)" / "The Gentle Rain" (Veep Records)
- 1969 - "Anthem (Grow, Grow, Grow)" / "Goodbye Goodtimes" (Veep Records)
- 1969 - "Out of Sight, Out of Mind" / "Summer's Comin' In" (United Artists)
- 1969 - "The Ten Commandments of Love" / "Let the Sunshine In" (United Artists)
- 1970 - "Don't Get Close" / "It'll Never Be the Same Again" (United Artists)
- 1970 - "World of Darkness" / "The Change" (United Artists)
- 1970 - "Help Me Find a Way (To Say I Love You" / "If I Love You" (United Artists)
- 1971 - "Father, Father" / "Each One, Teach One" (Janus Records)
- 1973 - "La La La at the End" / "Lazy Susan" (Avco Records)
- 1974 - "I'm Falling in Love with You" / "What Good Am I Without You" (Avco Records)
- 1974 - "I Don't Have to Worry" / "Loneliest House on the Block" (Avco Records)
- 1975 - "Hold On (Just a Little Bit Longer)" / "I've Got to Let You Go (Part 1)" (Avco Records)
- 1975 - "I'll Be Loving You Sooner or Later" / "Young Girl" (Avco Records)
- 1976 - "Nothing from Nothing" / "Running with the Wrong Crowd" (Pure Gold)
- 1977 - "Who's Gonna Love Me" / "Can You Imagine" (Power Exchange)
- 1978 - "Where You Gonna Find Somebody Like Me" / "Another Star" (Power Exchange)
- 1978 - "Who's Gonna Love Me" / "You Better Take Time to Love" (Omni Records)

### Álbumes
- 1959 - We Are The Imperials, featuring Little Anthony – (End Records)
- 1960 - Shades of the 40's – (End Records)

- 1964 - I'm on the Outside Looking In – (DCP Productions)
- 1965 - Goin' Out of My Head – (DCP Productions)
- 1965 - The Best of Little Anthony & The Imperials – (DCP Productions)
- 1966 - Payin' Our Dues – (Veep  Records)
- 1967 - Reflections – (Veep  Records)
- 1967 - Movie Grabbers – (Veep  Records)
- 1968 - The Best of Anthony & The Imperials, Volume 2 – (Veep  Records)

- 1969 - Out of Sight, Out of Mind – (United Artists)
- 1973 - On A New Street – (Avco Records)
- 1975 - Hold On – (Avco Records)